# The Man Who Made Diamonds
The Man Who Made Diamonds é um filme policial produzido no Reino Unido e lançado em 1937.